# To Ramona
To Ramona är en låt skriven av Bob Dylan och lanserad på hans album Another Side of Bob Dylan 1964. Låten går i valstakt, men går också i folkmusikstil. Låten är en av flera på albumet där Dylan tydligt lämnar de mer politiska texter han haft på sina två föregående album till förmån för mer personliga reflektioner. Låten har antagits i hög grad handla om Joan Baez. Baez har själv sagt att när Dylan skrev brev till henne adresserade han dem ibland to Ramona, till Ramona. Dylan har framför låten över 300 gånger live sedan 1964, och så sent som 2014 har den då och då spelats under konsert på The Never Ending Tour. En liveversion finns tillgänglig på albumet The Bootleg Series Vol. 6: Bob Dylan Live 1964, Concert at Philharmonic Hall.
Flera artister har spelat in covers av låten, exempelvis Alan Price på sitt debutalbum The Price to Play 1966, och The Flying Burrito Brothers på sitt självbetitlade album 1971.